# 沼芋属
沼芋属（学名：Lysichiton），也叫水芭蕉属，是天南星科的一个属。该属有两种，一种在东北亚（日本和俄罗斯远东）发现，另一种在美国西北部（阿留申群岛到加利福尼亚的圣克鲁斯县）。

## 描述
沼芋属的花是其所属的科（天南星科）的典型花。单朵花很小，紧紧地挤在肉穗花序上，被一个白色或黄色但其他叶子状的苞片包围，称为佛焰苞。佛焰苞顶部呈罩状或船形。与许多其他拟南芥不同，沼芋属的花具有雄性和雌性部分（双性）。受精后，绿色的果实嵌在豆荚里；每个果实通常有两个种子，但最多可能有四个。几片大叶子在开花前或开花后不久出现；每个都有一个叶柄。植物在冬天枯死成垂直的根茎。

## 分类
沼芋属是由海因里希·肖特在1857年描述的。这个名字来源于两个希腊词：λύσις（lysis，溶解）和χιτῶν（chiton，盔甲），指的是包围开花后很快枯萎的花序的盔甲状佛焰苞。肖特在他的原始出版物中使用了这个名字的两种变体：一种以拉丁化结尾，Lysichitum，另一种以希腊语结尾，Lysichiton。在后来的两篇出版物中，他只使用了第二种变体。只有一个物种被分配到该属，Lysichiton camtschatcensis。在1932年发表的一篇论文中，埃里克·胡尔滕和哈罗德·圣约翰将美国植物分成了第二个物种。他们认为海因里希·肖特的Lysichitum根据植物命名规则是正确的；因此，较早的来源使用这种拼写作为这两个物种的通用名称。1956年他们修改了他们的观点，并决定正确的属名是海因里希·肖特最近采用的一个，即Lysichiton。这是现在使用的拼写。
与金棒芋亚科的其他成员一起，沼芋属已被归入一组“原始天南星科植物（proto-aroid）”，它们似乎在大多数天南星科植物的特征出现之前就已经进化了。因此，该属的花保留了小花瓣并且是两性的，而更“高级”的天南星科植物具有没有花瓣的单性花。

### 种
该属包括两个物种以及它们之间在栽培中发生的杂交：
- 黄花沼芋 Lysichiton americanus Hultén & H.St.John[5] – 美国西北部
- 水芭蕉 Lysichiton camtschatcensis (L.) Schott[5] – 东北亚
- Lysichiton × hortensis J.D.Arm. & B.W.Phillips – 混合沼泽灯笼[7]

这两个物种最初被认为是同种的，之前描述的名称是L. camtschatcensis。它们之间最明显的区别在于佛焰苞，黄花沼芋（也叫黄花水芭蕉）为黄色，顶端泛绿，而水芭蕉为白色，顶端最多有少量绿色。叶子也有区别。在开花期，这些在水芭蕉中几乎没有发育，但在黄花沼芋中大约有一半生长。黄花沼芋的叶子较宽，基部圆形，上表面有光泽，而水芭蕉的叶子较宽，基部更尖，上表面暗淡，略带灰绿色（白霜）。

## 用处
这两个物种，特别是黄花沼芋，都被用作观赏园林植物。黄花沼芋于1901年被引入英国种植，并扩散到英国和爱尔兰的沼泽地区归化。两个品种之间的杂交种发生在栽培中，并且比任何一个亲本都大，气味不那么令人不快。